# Zîmbreni, Ialoveni
Zîmbreni este satul de reședință al comunei cu același nume  din raionul Ialoveni, Republica Moldova.

## Istorie
În 1904, Zîmbreni aparținea de județul Chișinău, volostea Costești. Avea 179 case, cu o populație de 1.213 de oameni. Activa o biserică cu hramul Înălțarea Domnului și o școală elementară cu predare în limba rusă. Locuitorii erau răzeși, care posedau 1.411 desetine, și 10 familii de țărani, cu 72 desetine.

## Demografie

### Structura etnică
Structura etnică a satului Zîmbreni conform recensământului populației din 2004:
| Grup etnic                                               | Populație | % Procentaj  |
| -------------------------------------------------------- | --------- | ------------ |
| Băștinași declarați Moldoveni Băștinași declarați Români | 2145 15   | 98,80% 0,69% |
| Ucraineni                                                | 5         | 0,23%        |
| Ruși                                                     | 4         | 0,18%        |
| Găgăuzi                                                  | 1         | 0,05%        |
| Alții                                                    | 1         | 0,05%        |
| Total                                                    | 2171      |              |

## Societate
În sat este deschis un muzeu.

## Galerie

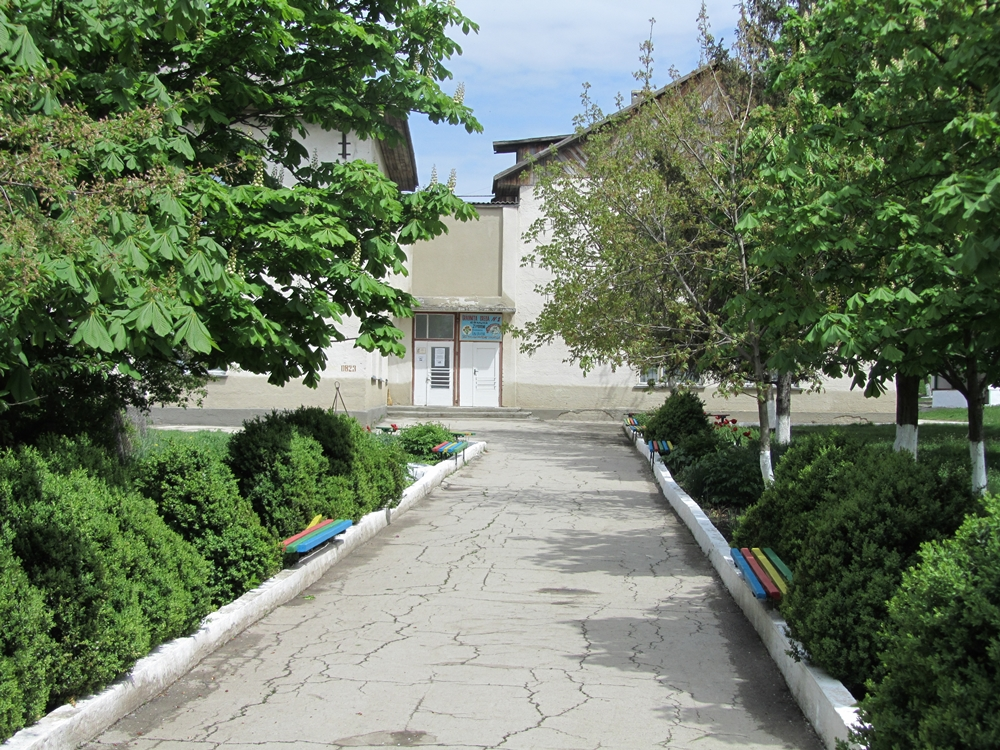
Grădinița de copii „Albinuța”, 2011
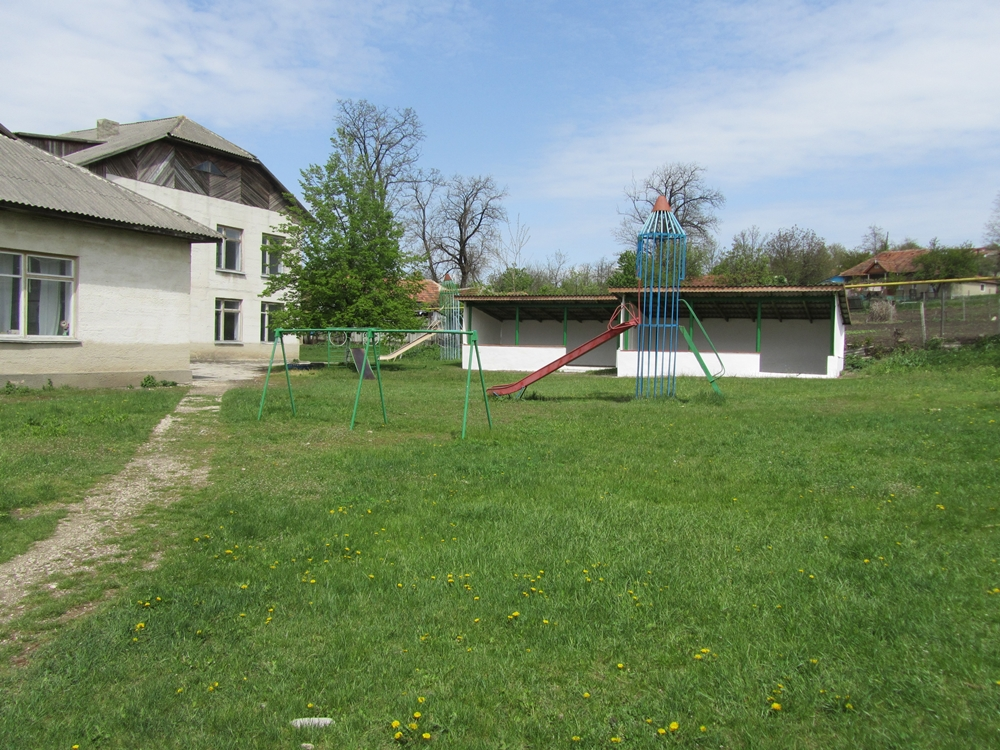
Grădinița de copii „Albinuța”, 2011
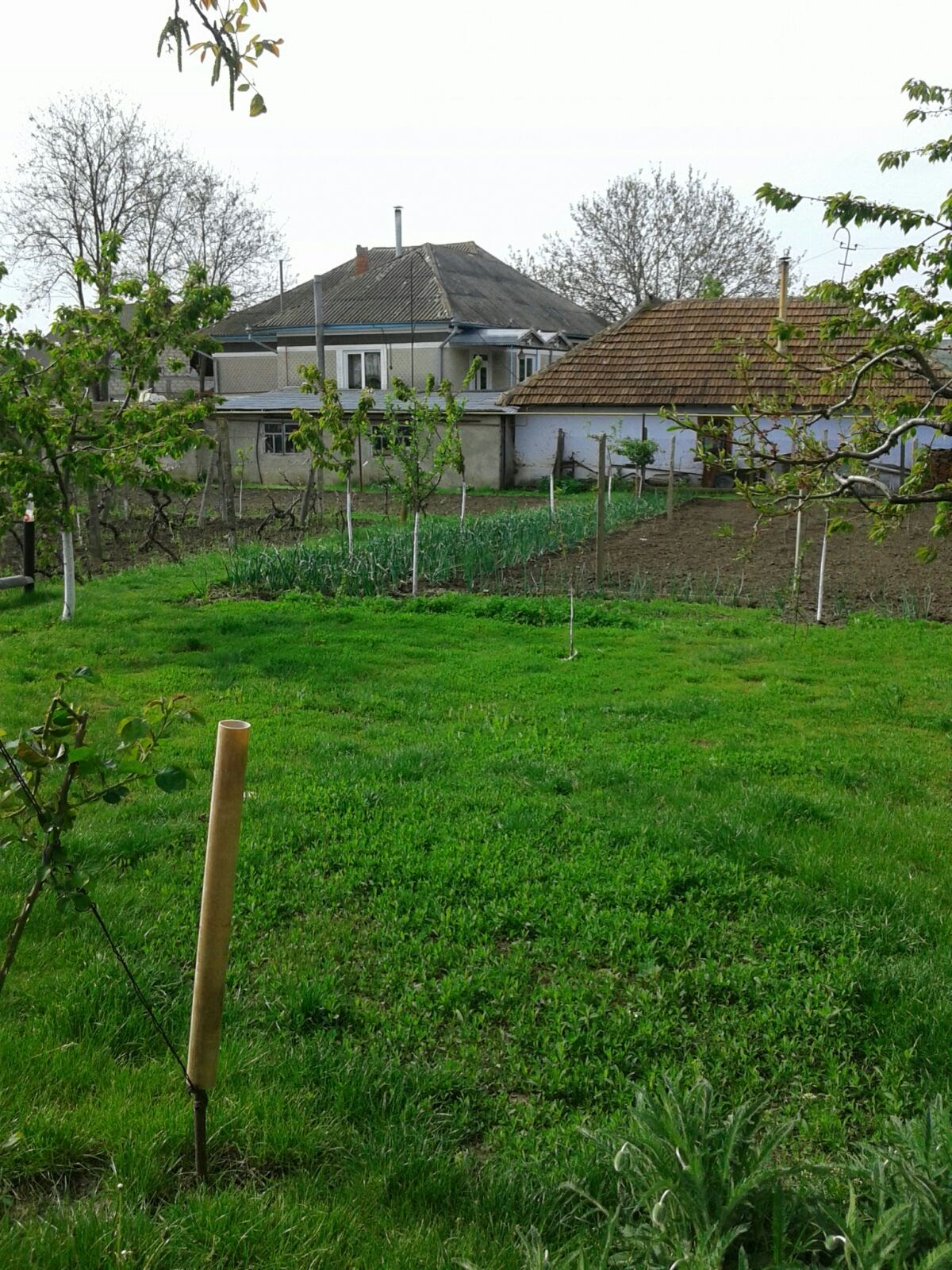
Str. Înălțării, 2017
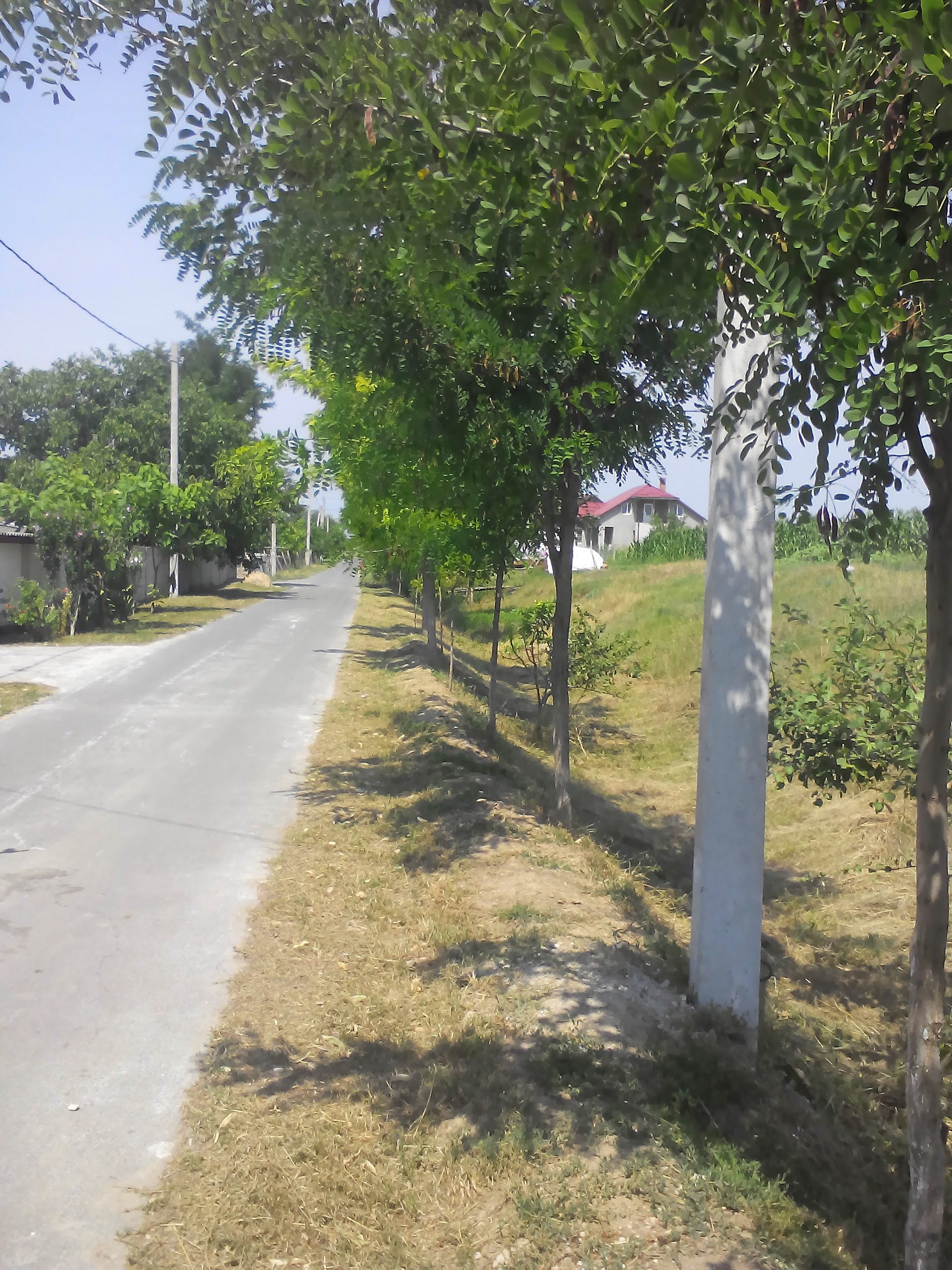
Str. Boierul Zîmbrea, 2017
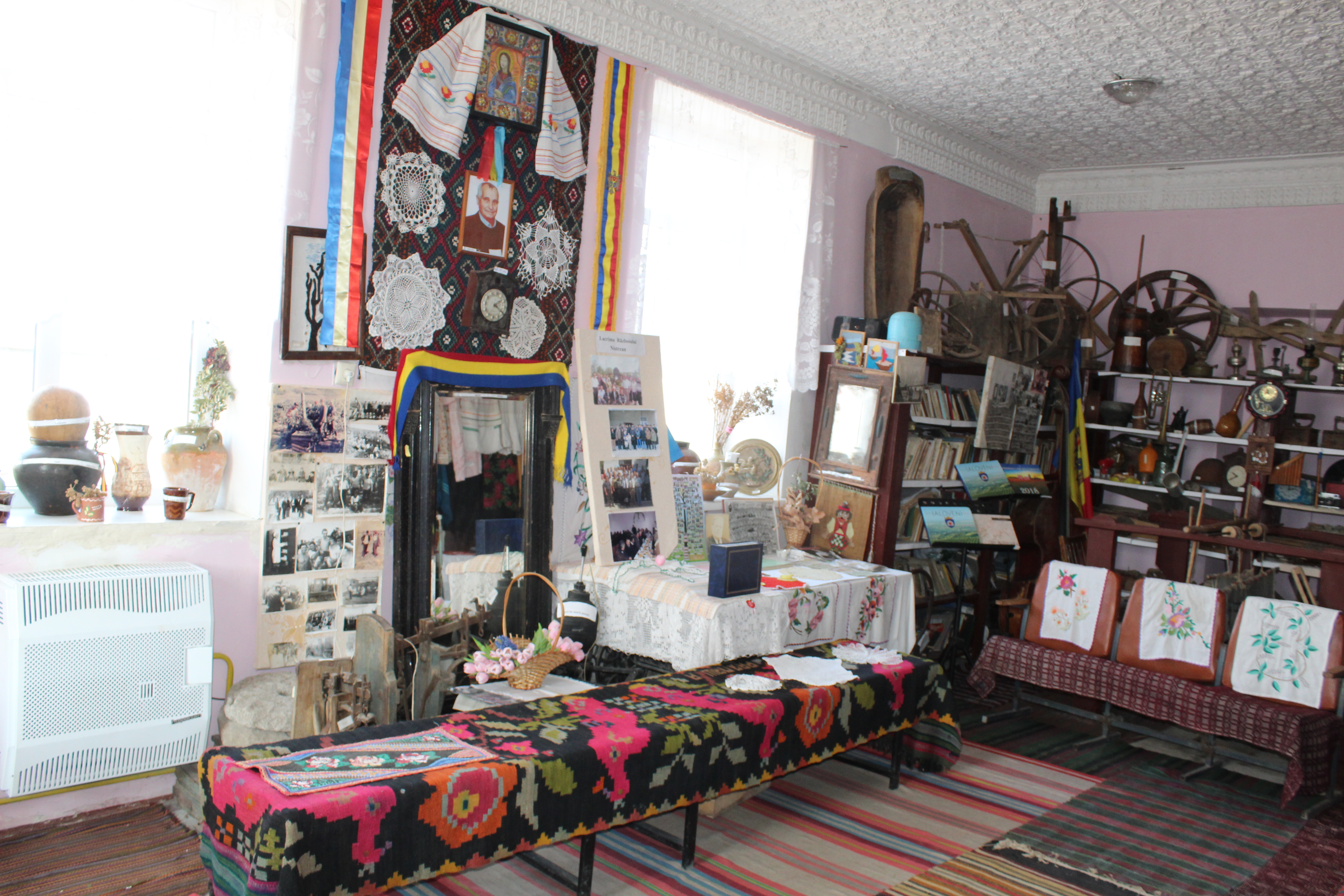
Muzeul, 2019
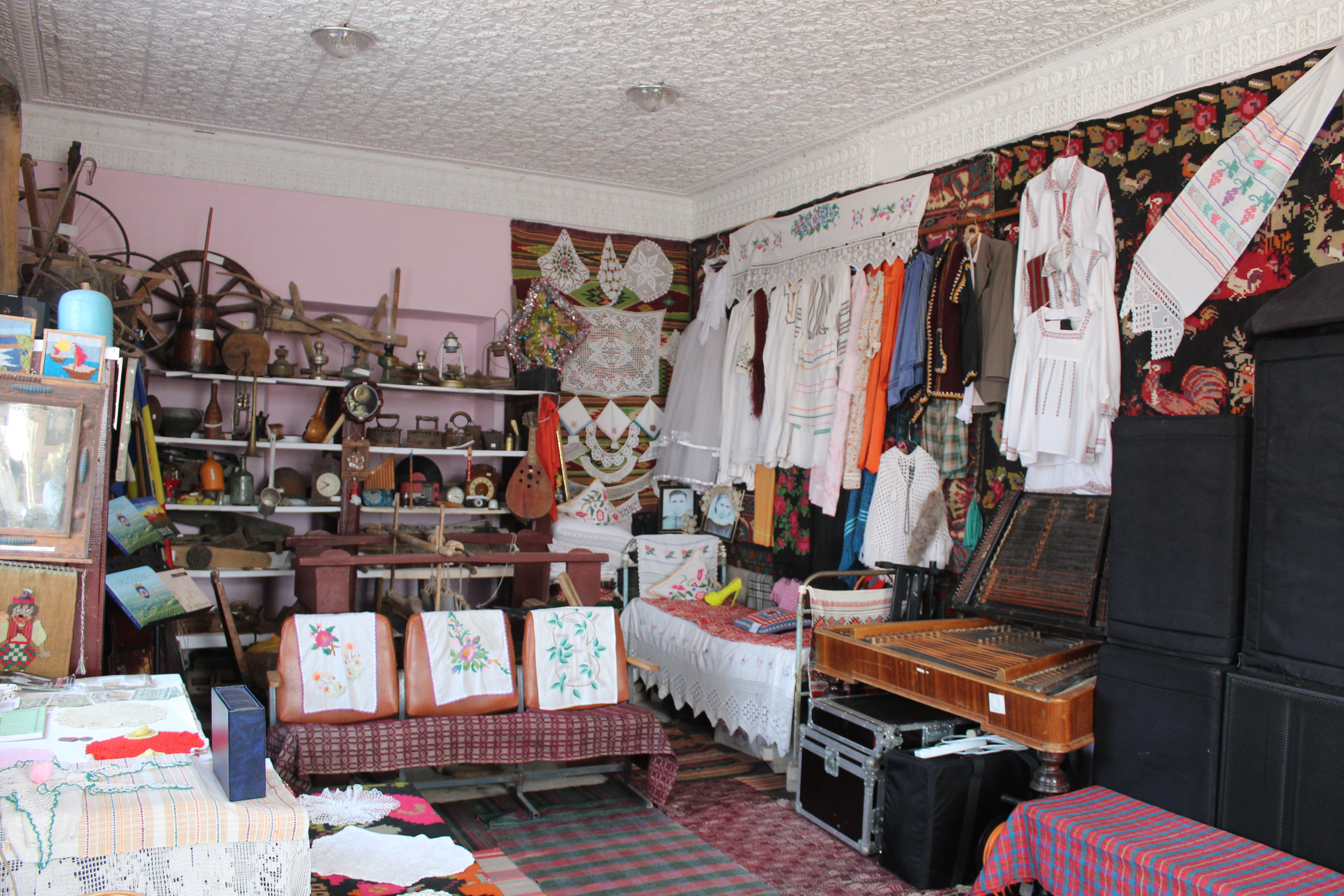
Muzeul, 2019